# Львівська фабрика художніх виробів імені Лесі Українки
Львівська фабрика художніх виробів імені Лесі Українки — підприємство легкої промисловості, що спеціалізувалося на випуску виробів, оздоблених ручною вишивкою.

## Історія
Фабрику художніх виробів імені Лесі Українки республіканського об'єднання художніх промислів організовано у 1960 році на базі артілі імені Лесі Українки, заснованого 1939 року на базі жіночої кооперативи домашнього промислу «Українське народне мистецтво». Під час німецької окупації 1941—1944 років роботу фабрики припинено. Після відновлення діяльності у 1944 році на підприємстві працювало 25, у 1945 році — 150 осіб. У 1947 році створено бригади ручної вишивки у селах, а 1950 року відкрито цех машинної вишивки.
Підприємство складалося з двох дільниць, цеху художнього різьблення (на камені, лемківське об'ємне різьблення на дереві, яворівське різьблення, дитяча іграшка з розписом). Майстри О. Завітій, В. Івасько, Р. Костецький, В. Кузнецов працювали над відродженням традиційної яворівської іграшки (візки, коники, метелики, пташки, свистульки з яскравим розписом). Експертно-творча лабораторія фабрики розробляла моделі одягу, композиції вишивок для тканини одягового та інтер’єрного призначення. На фабриці виготовляли вишиті рушники, скатертини з серветками, наволочки, доріжки, жіночі блузки, халати, чоловічі сорочки, куртки, дитячий одяг, постільну білизну тощо. У виробах прослідковувалися виразне новаторське вирішення орнаменту, колориту, досконалий рівень виконання технік низинки, мережки, стебнівки, хрестика, півхрестика, ретязі, настилу, штапівки, вирізування, рясування. 
Фабрикою керували Д. Сагайдак (1975–1985), В. Озарко (1985—2009), О. Якимів (від 2015 року). Головними художниками на підприємстві були М. Четвертнова (1960–1984), Т. Чев'юк (1985–2002); художниками — О. Гушул, Л. Фролова; майстрами вишивки — Г. Бачун, Б. Москва, Г. Надворна, М. Сулима, М. Ткачова; модельєрами-конструкторами — Г. Іщук, Т. Марухенко, Г. Севрюгіна. 
Від 1982 року на фабриці випускали 45 видів виробів з державним знаком якості, від 1991 — під знаком «Львівська марка». Продукцію відзначено дипломами ВДНГ СРСР. Вироби експонували на республіканських, всесоюзних, міжнародних мистецьких виставках; експортували до Німеччини, США, Канади, Лівії, Великої Британії, Угорщини, Швеції, Бельгії, Франції, Японії, Греції. 
5 березня 1994 року Львівська фабрика художніх виробів імені Лесі Українки змінила назву на ЗАТ «Львівське виробничо-торгове акціонерне товариство імені Лесі Українки», від 2013 року — ПрАТ «Львівське акціонерне товариство імені Лесі Українки».